# クロール (会社)
クロール（Kroll Inc.）は、ニューヨークを本拠地とし、世界30か国に6,000人のスタッフを擁する世界最大の企業調査・リスクコンサルティングの会社。
アメリカCIA（中央情報局）やイギリスMI6（秘密情報部）も顔負けの民間諜報機関と称されることもあるなど、インテリジェンスを使った調査能力を有することで知られており、企業や経営者の抱える不正や腐敗、反社会的勢力との接点などの隠れたリスクに関する調査・助言を行っている。
昨今の世界情勢を踏まえて、経済安全保障に間するリスク分析や、中台間を始めとした地政学リスクの分析も行っている。
日本では1996年、クロールの子会社であるクロール・インターナショナル・インクの日本支社として設立された。
クロール・インターナショナル・インク日本支社がクロールの日本における事業拠点であり、2021年より経団連に加入している。
クロールは世界34ヵ国で6500の専門家やエージェント（調査員）を抱え、日本支社でも日本企業のために精鋭チームを編成して、インテリジェンスの収集（人的スパイ活動）を行っている。

## 概要
クロールは1972年に、ジュール・クロールによって企業の購買部門にサービスを提供するコンサルタント会社として設立された。バックグランド調査や不正調査、リスクコンサルティングなどを主業としている。
アメリカCIA（中央情報局）やイギリスMI6（秘密情報部）など世界の有力情報機関の出身者を多数抱えている。
2018年、クロールはダフ・アンド・フェルプスに買収されたが、2021年にダフ・アンド・フェルプスはクロールへのリブランドを決定、2022年にその手続きを完了した。なお日本では、旧ダフ・アンド・フェルプスの事業である企業価値評価サービスは、クロール・インターナショナル・インク日本支社ではなく、クロール株式会社が引き継いで行っている。

## サービス内容
バックグランド調査
企業のM&Aや投資、上級幹部の雇用、サプライヤー選定、新規事業や業務提携先の背景やコンプライアンス面の隠れたリスクを調査するサービス。
ビジネスインテリジェンスを使った調査
プロキシ―ファイトへの助言、競合先調査、中台間の地政学リスク、経済安全保障に関するDD、人権DDなどを提供するサービス。
不正調査
クロールの持つインテリジェンス機能を使って、本人に知られることなく企業内部の不正行為の調査を行い、その原因の究明や対策を提供するサービス。

## 歴史
クロールは、1972年にジュール・クロールによって、企業の購買部門にサービスを提供するコンサルタント会社として設立された。
クロールは、1980年代に金融分野の調査を開始し、企業が投資家、求婚者、買収ターゲットのプロファイリングをクロールに依頼。
1990年代には、フォレンジック会計、身元調査、薬物検査、電子データ復旧、マーケットインテリジェンスに進出。
1997年、クロールは車両補強会社のオガラヘス＆アイゼンハルトと合併し、クロール・オガラを設立。会社は上場し、NASDAQに「KROG」として上場した。
2002年、クロールはリストラクチャリング会社のゾルフォ・クーパーを1億5300万ドルで買収。当時、ゾルフォ・クーパーはエンロン事件に取り組んでいた。
2004年7月、クロールはプロフェッショナルサービス企業のマーシュ・アンド・マクレナン・カンパニーズに19億ドルで買収された。
2008年6月、ジュール・クロールはクロール社を退社。
2010年8月、クロールはアルテグリティ社に11億3000万ドル相当の現金取引で買収された。アルテグリティは2015年に破産を宣言し、クロールはその後コーポレート・リスク・ホールディングス・LLCによって買収された。
2016年10月21日、カーライル・グループ傘下のLDiscoveryがクロール・オントラックを約4億1000万ドルで買収し、別会社として運営。
2018年、クロールはサイバーセキュリティ企業のティバーサを買収。
2018年6月4日、ダフ＆フェルプスはクロール社を買収。
2021年2月、ダフ＆フェルプスはクロールブランドの下で会社を統一する計画を発表し、2022年2月に完了。
2021年3月25日、クロールは英国を拠点とするサイバーセキュリティ企業Redscanを買収したと発表。
2022年3月、クロールはカナダのリスク・インテリジェンス・ソフトウェア企業Resolverを買収した。

## クロールの実績

### サッダーム・フセイン元大統領の隠し資産の調査
1991年、アメリカ軍などの多国籍軍によるイラク侵攻から2ヵ月後、クウェートの亡命政府（当時）は、多国籍軍がイラクからクウェートを奪還した際に、イラクのサッダーム・フセイン元大統領の秘密の口座やダミー企業に隠された数十億ドルの隠し資産をクウェートの復興にあてがうことができないかと考え、海外にあるサッダーム・フセインの隠し資産の特定に関する調査をクロールに依頼したとされる。

### 旧ソ連・ロシア政府からの資本流出の調査
1992年3月、エリツィン政権はクロールと契約し、1991年のソビエト連邦のクーデター未遂以前にソビエト連邦から持ち出された巨額の資金を追跡調査した。1992年3月15日、第一副首相イェゴール・ティムロヴィチ・ガイダルによる「ノーメンクラトゥーラによる大規模な民営化」の告発を受けて、ロシア政府はロシアからの資本流出をすべて凍結し、最終的にはヴネシェコノムバンクの資産も凍結した。
クロールの調査官はロシアの司法・行政当局から支援をほとんど受けることができなかったと述べているにもかかわらず、クロールは、400億ドル以上（2014年のドル換算）が、共産党や旧ソ連の他の政府機関によって、何百もの不正取引を通じてロシア国外に送金されていたことを突き止めた。この資本流出は、ボリス・エリツィンの2期目におけるロシアの深刻な経済状況の一因となった。

### WTC（世界貿易センタービル）とシアーズ・タワーの警備
クロールは、1993年の世界貿易センター爆破事件の後、世界貿易センターの警備体制の刷新を担当した。クロールの危機・コンサルティング・マネジメント・グループのマネージング・ディレクターであるジェローム・ハウアーの指導のもと、元FBI特別捜査官のジョン・P・オニールがWTCの警備統括責任者となった。オニールはアメリカ同時多発テロ事件で死亡した。
また、2001年9月11日の同時多発テロの後、シカゴのシアーズ・タワーの警備を担当した

### モルドバ銀行不正スキャンダル事件の調査
2015年1月28日、モルドバ国立銀行はクロールを雇い、2014年のモルドバの銀行不正スキャンダルに関わる調査を行った。

### ミシガン州立大学性的暴行事件（ラリー・ナッサー事件）の調査
クロールは2018年、ラリー・ナッサー事件の際にミシガン州立大学に雇われ、同大学における170件以上の性的暴行事件を調査を行った。

### オースティン市警察による人種差別対策の方針策定を支援
2020年、クロールはテキサス州のオースティン市警察に雇われ、人種差別に関する同警察の方針とプロトコルを評価した。彼らは2021年3月にオースティン市議会で調査結果を発表した。